# Rio Dolovăţ
O Rio Dolovăţ é um rio da Romênia, afluente do Domesnic, localizado no distrito de Neamţ.